# Паљијароне (Потенца)
Паљијароне (итал. Pagliarone) је насеље у Италији у округу Потенца, региону Базиликата.
Према процени из 2011. у насељу је живело 131 становника. Насеље се налази на надморској висини од 612 м.